# Novotinea
Novotinea is een geslacht van vlinders van de familie echte motten (Tineidae).

## Soorten
- N. albarracinella Petersen, 1967
- N. andalusiella Petersen, 1964
- N. carbonifera (Walsingham, 1900)
- N. klimeschi (Rebel, 1940)
- N. liguriella Amsel, 1950
- N. mistrettae Parenti, 1966
- N. muricolella (Fuchs, 1879)